# Маґнолія лілієцвіта
Маґнолія лілієцвіта (Magnolia liliiflora) — невелике дерево, яке походить із південно-західного Китаю (з Сичуаню та Юньнаню), але століттями культивується в інших місцях Китаю та Японії. Відома під багатьма назвами, зокрема маґнолія Мюлан, маґнолія пурпурова, маґнолія червона, маґнолія лілійна, маґнолія тюльпанна. Зараз її також висаджують як декоративну рослину в Європі та Північній Америці, хоча й рідше, ніж її популярний гібрид (див. нижче).
Це листопадний кущ, рідко невелике дерево, до 4 м заввишки (менше, ніж більшість інших маґнолій), і рясно цвіте ранньою весною великими яскравими рожевими або фіолетовими квітами, перш ніж розпустяться листкові бруньки. Це одне з найповільніше зростаючих дерев із швидкістю зростання 15–30 сантиметрів (6–12 в молодості).
Сорт «Ніґра» з квітками набагато більш насиченої барви, ніж звичайно у виду, отримав нагороду Королівського садівничого товариства «За садові заслуги». Віддає перевагу кислотному або нейтральному ґрунту, добре росте на сонці або в легкій тіні.
Цей вид є одним із батьків популярної гібридної маґнолії Соланжа, M. × soulangeana, а іншим батьком є маґнолія Юлан, M. denudata .

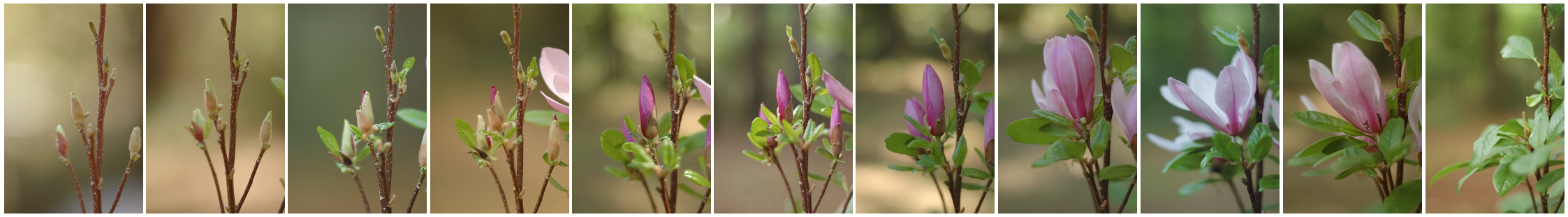
Magnolia liliiflora blooming: серія фотографій, зроблених по одній на день навесні 2006 року в Ґейнсвіллі, Флорида

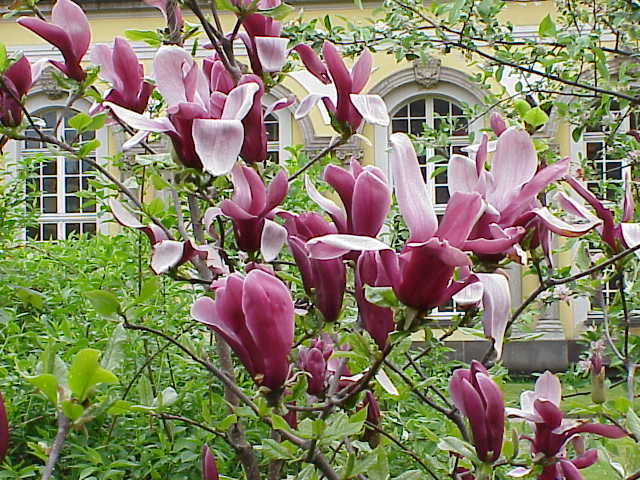
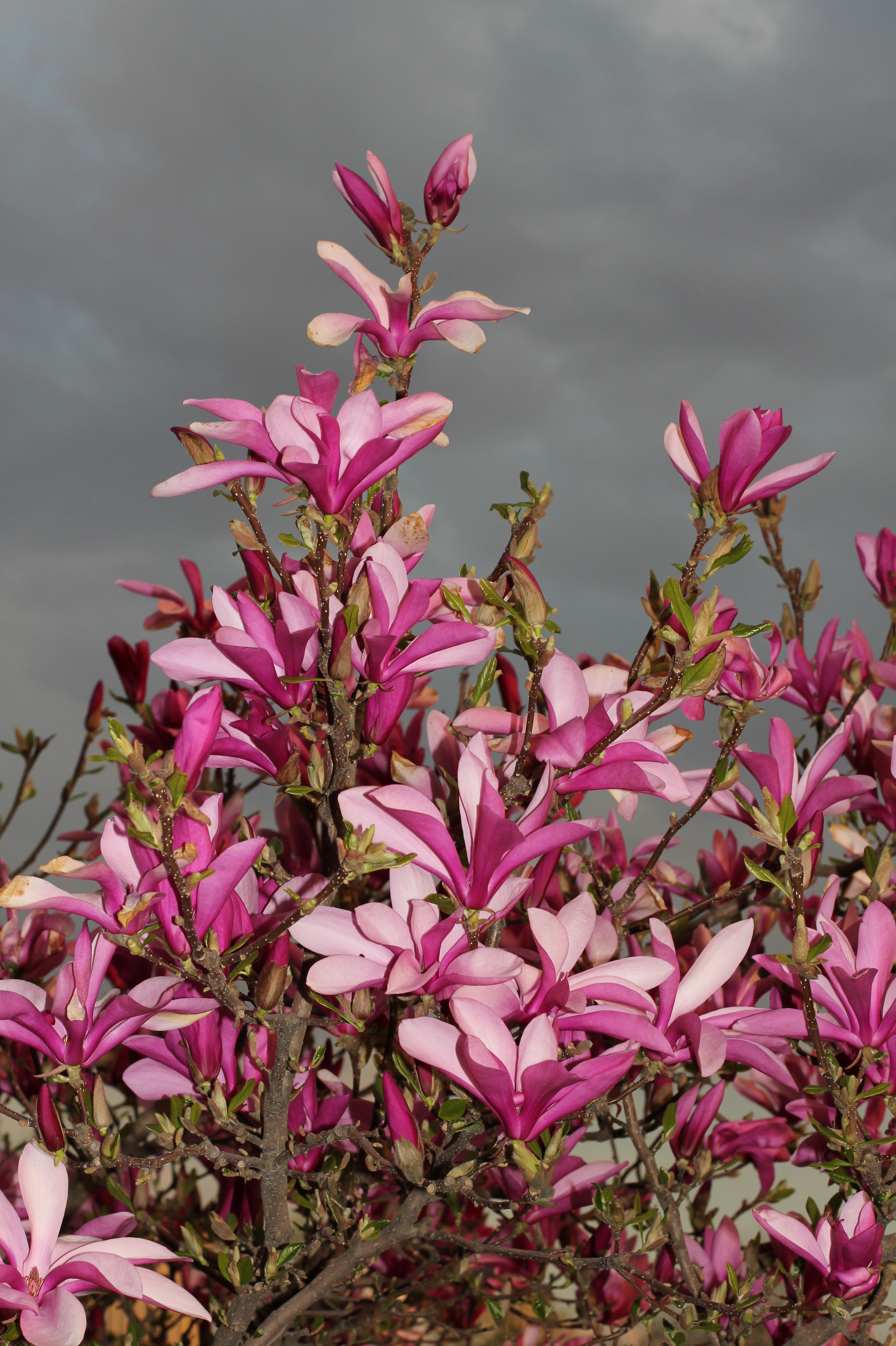
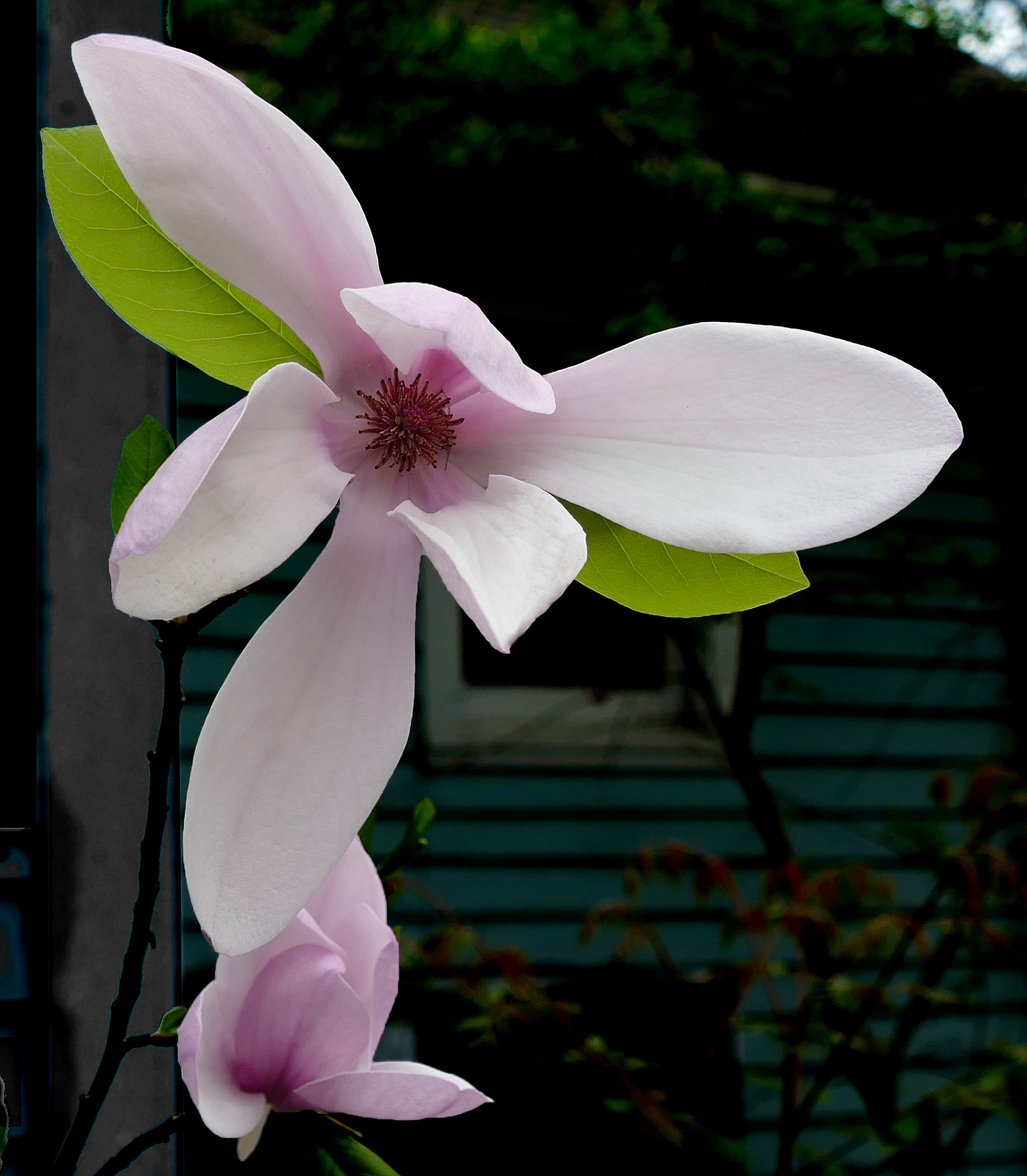
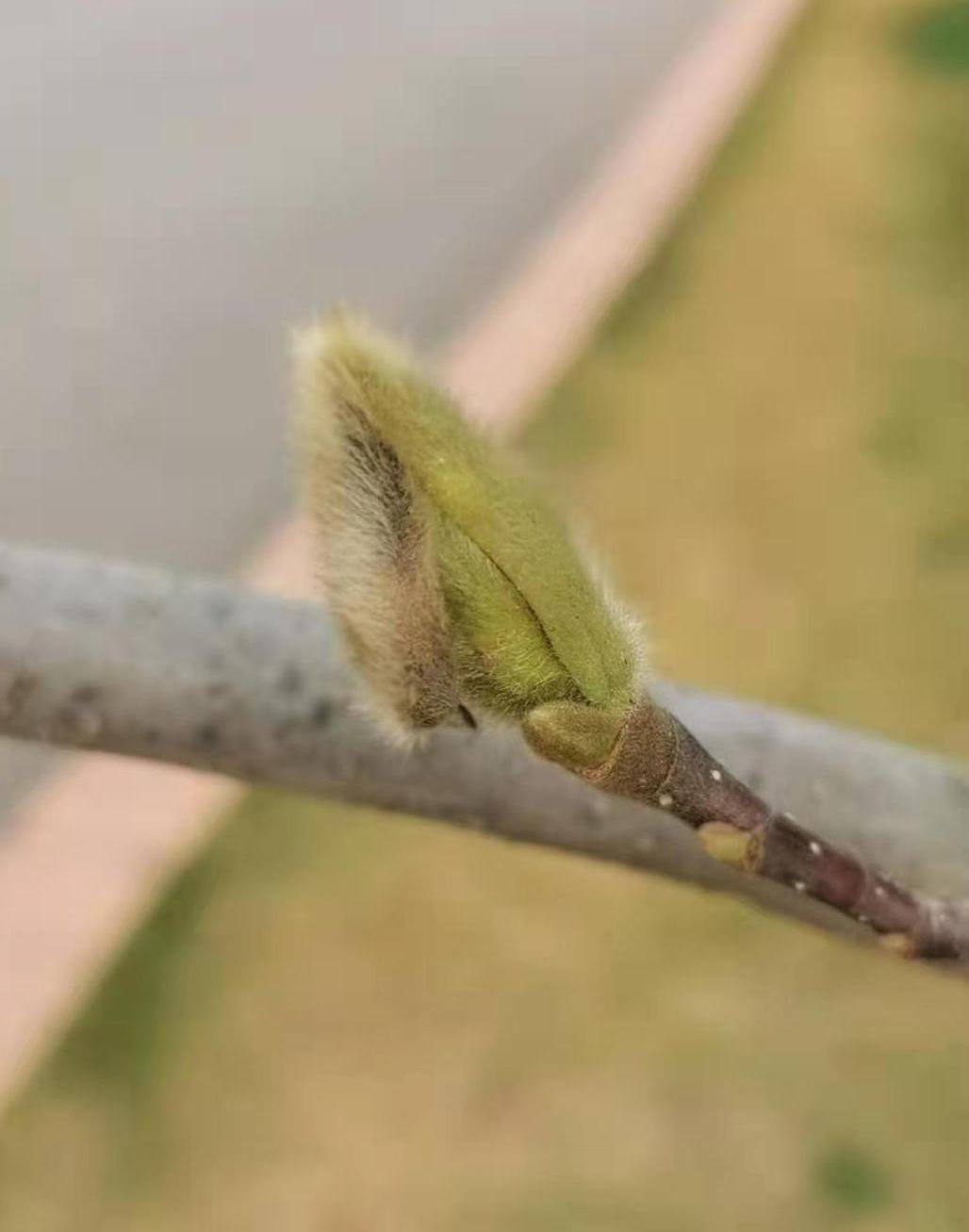

## Зовнішні посилання
- eFloras, Missouri Botanical Garden & Harvard University Herbaria, Magnolia liliiflora, процитовано 31 грудня 2009